# Musiker-Board
Musiker-Board ist ein deutschsprachiges Diskussionsforum für Musiker. Seit seiner Gründung im Jahr 2001 entwickelte es sich zum größten Internetforum für Musiker im deutschsprachigen Raum. Seit 2011 befindet sich das Forum unter dem Dach von Musikhaus Thomann. Es gilt mit über einer Million Visits pro Monat (laut Similarweb, Stand 2021) als größtes Musik-Forum in Deutschland.

## Inhalte
Im Forum gliedern sich die Musik-Themen
- „Musik-Instrumente“ (E-Gitarren, Akustikgitarren, Bass, Drums, Tasteninstrumente und Keyboards, Vocals, Blasinstrumente, Streicher, Akkordeon, Sonstige und Technik),
- „Musik machen“ (Musiktheorie, Musik-Praxis, MB-Regional, Genre-Diskussionen, User-Musik),
- „Recording“ (Software, Hardware, Know-how, Diverses),
- „PA, Veranstaltungstechnik“ (PA, Beschallung, Beleuchtung, DJ, Elektrik und Mechanik) sowie
- „Sonstiges“.

Wesentlicher Inhalt aller Bereiche ist der Austausch des Wissens und der Erfahrungen sowie Beratung von Musikern für Musiker.
Zudem bietet das Board jeweils einen Flohmarkt, eine Galerie, eine Mitgliederübersicht, eine Musiker-Suche und Reviews zu Musikthemen an.

## Geschichte
Entstanden ist die Internet-Plattform im Jahr 2001 als Angebot für Kunden des Musikfachhandels „Musik-Service“ mit Sitz in Aschaffenburg. Die ursprüngliche Idee der Eigentümer Johannes und Martin Hofmann war, durch eine Online-Community mit dem Schwerpunkt Musik und Musikinstrumente den Kundensupport des Betriebes zu entlasten. Unabhängig vom telefonischen oder persönlichen Beratungsgespräch im Geschäft sollten Musiker und angehende Musiker die Gelegenheit haben, sich gegenseitig zu unterstützen. Da die Teilnahme im Musiker-Board nicht ausschließlich Kunden und Mitarbeitern des Musik-Service vorbehalten war, entwickelte sich die Plattform schon bald zum mitgliederstärksten virtuellen Treffpunkt für Musiker und Musikinteressierte im deutschsprachigen Raum.
Als der Musik-Service im Jahr 2011 sein Geschäft aufgab, übernahm die miCOM GmbH mit den Gesellschaftern Martin Hofmann, Johannes Hofmann, Klaus Langer und Hans Thomann den Betrieb des Forums.

## Redaktion
Das Forum wird ehrenamtlich moderiert. Beiträge können im Rahmen der gesetzten Regeln frei formuliert werden.

## Kooperationen
Durch Werbeeinnahmen und Sponsoring ist es der miCOM GmbH möglich, die Leistungen des Boards z. B. für die erforderlichen Server und Forensoftware den Benutzern kostenfrei anzubieten.